# Llista d'asteroides/189501-189600
| Nom      | Designació provisional | Data de descobriment   | Lloc de descobriment | Descobridor/s |
| -------- | ---------------------- | ---------------------- | -------------------- | ------------- |
| 189501 - | 2000 AU179             | 7 de gener de 2000     | Socorro              | LINEAR        |
| 189502 - | 2000 AZ217             | 8 de gener de 2000     | Kitt Peak            | Spacewatch    |
| 189503 - | 2000 AH228             | 13 de gener de 2000    | Kitt Peak            | Spacewatch    |
| 189504 - | 2000 CZ53              | 2 de febrer de 2000    | Socorro              | LINEAR        |
| 189505 - | 2000 CF80              | 8 de febrer de 2000    | Kitt Peak            | Spacewatch    |
| 189506 - | 2000 CO117             | 2 de febrer de 2000    | Socorro              | LINEAR        |
| 189507 - | 2000 DY7               | 28 de febrer de 2000   | Kitt Peak            | Spacewatch    |
| 189508 - | 2000 DL14              | 28 de febrer de 2000   | Kitt Peak            | Spacewatch    |
| 189509 - | 2000 DZ20              | 29 de febrer de 2000   | Socorro              | LINEAR        |
| 189510 - | 2000 DX53              | 29 de febrer de 2000   | Socorro              | LINEAR        |
| 189511 - | 2000 DF76              | 29 de febrer de 2000   | Socorro              | LINEAR        |
| 189512 - | 2000 ES22              | 3 de març de 2000      | Kitt Peak            | Spacewatch    |
| 189513 - | 2000 GA49              | 5 d'abril de 2000      | Socorro              | LINEAR        |
| 189514 - | 2000 GU113             | 7 d'abril de 2000      | Socorro              | LINEAR        |
| 189515 - | 2000 GJ130             | 5 d'abril de 2000      | Kitt Peak            | Spacewatch    |
| 189516 - | 2000 GJ155             | 6 d'abril de 2000      | Anderson Mesa        | LONEOS        |
| 189517 - | 2000 HL2               | 25 d'abril de 2000     | Kitt Peak            | Spacewatch    |
| 189518 - | 2000 HC4               | 26 d'abril de 2000     | Kitt Peak            | Spacewatch    |
| 189519 - | 2000 HB71              | 30 d'abril de 2000     | Anderson Mesa        | LONEOS        |
| 189520 - | 2000 KU71              | 28 de maig de 2000     | Socorro              | LINEAR        |
| 189521 - | 2000 OB7               | 30 de juliol de 2000   | Gnosca               | S. Sposetti   |
| 189522 - | 2000 OH22              | 30 de juliol de 2000   | Socorro              | LINEAR        |
| 189523 - | 2000 OM31              | 30 de juliol de 2000   | Socorro              | LINEAR        |
| 189524 - | 2000 OV34              | 30 de juliol de 2000   | Socorro              | LINEAR        |
| 189525 - | 2000 PT3               | 3 d'agost de 2000      | Socorro              | LINEAR        |
| 189526 - | 2000 PW4               | 4 d'agost de 2000      | Bisei SG Center      | BATTeRS       |
| 189527 - | 2000 PX6               | 4 d'agost de 2000      | Socorro              | LINEAR        |
| 189528 - | 2000 QL33              | 26 d'agost de 2000     | Socorro              | LINEAR        |
| 189529 - | 2000 QA34              | 24 d'agost de 2000     | Socorro              | LINEAR        |
| 189530 - | 2000 QH58              | 26 d'agost de 2000     | Socorro              | LINEAR        |
| 189531 - | 2000 QV70              | 29 d'agost de 2000     | Socorro              | LINEAR        |
| 189532 - | 2000 QK78              | 24 d'agost de 2000     | Socorro              | LINEAR        |
| 189533 - | 2000 QZ84              | 25 d'agost de 2000     | Socorro              | LINEAR        |
| 189534 - | 2000 QH92              | 25 d'agost de 2000     | Socorro              | LINEAR        |
| 189535 - | 2000 QS94              | 26 d'agost de 2000     | Socorro              | LINEAR        |
| 189536 - | 2000 QF95              | 26 d'agost de 2000     | Socorro              | LINEAR        |
| 189537 - | 2000 QX108             | 29 d'agost de 2000     | Socorro              | LINEAR        |
| 189538 - | 2000 QK118             | 25 d'agost de 2000     | Socorro              | LINEAR        |
| 189539 - | 2000 QG130             | 31 d'agost de 2000     | Socorro              | LINEAR        |
| 189540 - | 2000 QZ164             | 31 d'agost de 2000     | Socorro              | LINEAR        |
| 189541 - | 2000 QJ173             | 31 d'agost de 2000     | Socorro              | LINEAR        |
| 189542 - | 2000 QM218             | 20 d'agost de 2000     | Kitt Peak            | Spacewatch    |
| 189543 - | 2000 RH                | 1 de setembre de 2000  | Socorro              | LINEAR        |
| 189544 - | 2000 RV11              | 3 de setembre de 2000  | Socorro              | LINEAR        |
| 189545 - | 2000 RT36              | 2 de setembre de 2000  | Socorro              | LINEAR        |
| 189546 - | 2000 RW36              | 2 de setembre de 2000  | Socorro              | LINEAR        |
| 189547 - | 2000 RN44              | 3 de setembre de 2000  | Socorro              | LINEAR        |
| 189548 - | 2000 RJ47              | 3 de setembre de 2000  | Socorro              | LINEAR        |
| 189549 - | 2000 RA67              | 1 de setembre de 2000  | Socorro              | LINEAR        |
| 189550 - | 2000 RD70              | 2 de setembre de 2000  | Socorro              | LINEAR        |
| 189551 - | 2000 RF74              | 2 de setembre de 2000  | Socorro              | LINEAR        |
| 189552 - | 2000 RL77              | 6 de setembre de 2000  | Socorro              | LINEAR        |
| 189553 - | 2000 ST2               | 20 de setembre de 2000 | Haleakala            | NEAT          |
| 189554 - | 2000 SO26              | 23 de setembre de 2000 | Socorro              | LINEAR        |
| 189555 - | 2000 SY37              | 24 de setembre de 2000 | Socorro              | LINEAR        |
| 189556 - | 2000 SQ47              | 23 de setembre de 2000 | Socorro              | LINEAR        |
| 189557 - | 2000 SU76              | 24 de setembre de 2000 | Socorro              | LINEAR        |
| 189558 - | 2000 SL81              | 24 de setembre de 2000 | Socorro              | LINEAR        |
| 189559 - | 2000 SY90              | 22 de setembre de 2000 | Socorro              | LINEAR        |
| 189560 - | 2000 SW92              | 23 de setembre de 2000 | Socorro              | LINEAR        |
| 189561 - | 2000 SN115             | 24 de setembre de 2000 | Socorro              | LINEAR        |
| 189562 - | 2000 SX212             | 25 de setembre de 2000 | Socorro              | LINEAR        |
| 189563 - | 2000 SG222             | 26 de setembre de 2000 | Socorro              | LINEAR        |
| 189564 - | 2000 SG245             | 24 de setembre de 2000 | Socorro              | LINEAR        |
| 189565 - | 2000 SG273             | 28 de setembre de 2000 | Socorro              | LINEAR        |
| 189566 - | 2000 SQ278             | 30 de setembre de 2000 | Socorro              | LINEAR        |
| 189567 - | 2000 SW310             | 26 de setembre de 2000 | Socorro              | LINEAR        |
| 189568 - | 2000 SN311             | 27 de setembre de 2000 | Socorro              | LINEAR        |
| 189569 - | 2000 SQ312             | 27 de setembre de 2000 | Socorro              | LINEAR        |
| 189570 - | 2000 SW316             | 30 de setembre de 2000 | Socorro              | LINEAR        |
| 189571 - | 2000 SX317             | 30 de setembre de 2000 | Socorro              | LINEAR        |
| 189572 - | 2000 SV351             | 29 de setembre de 2000 | Anderson Mesa        | LONEOS        |
| 189573 - | 2000 TV23              | 2 d'octubre de 2000    | Socorro              | LINEAR        |
| 189574 - | 2000 TT43              | 1 d'octubre de 2000    | Socorro              | LINEAR        |
| 189575 - | 2000 UG14              | 24 d'octubre de 2000   | Socorro              | LINEAR        |
| 189576 - | 2000 UT29              | 25 d'octubre de 2000   | Socorro              | LINEAR        |
| 189577 - | 2000 UR42              | 24 d'octubre de 2000   | Socorro              | LINEAR        |
| 189578 - | 2000 US60              | 25 d'octubre de 2000   | Socorro              | LINEAR        |
| 189579 - | 2000 UC68              | 25 d'octubre de 2000   | Socorro              | LINEAR        |
| 189580 - | 2000 UX69              | 25 d'octubre de 2000   | Socorro              | LINEAR        |
| 189581 - | 2000 UL76              | 30 d'octubre de 2000   | Socorro              | LINEAR        |
| 189582 - | 2000 VC14              | 1 de novembre de 2000  | Socorro              | LINEAR        |
| 189583 - | 2000 VT34              | 1 de novembre de 2000  | Socorro              | LINEAR        |
| 189584 - | 2000 VR54              | 3 de novembre de 2000  | Socorro              | LINEAR        |
| 189585 - | 2000 VW54              | 3 de novembre de 2000  | Socorro              | LINEAR        |
| 189586 - | 2000 WC5               | 19 de novembre de 2000 | Socorro              | LINEAR        |
| 189587 - | 2000 WR7               | 20 de novembre de 2000 | Socorro              | LINEAR        |
| 189588 - | 2000 WY7               | 20 de novembre de 2000 | Socorro              | LINEAR        |
| 189589 - | 2000 WO16              | 21 de novembre de 2000 | Socorro              | LINEAR        |
| 189590 - | 2000 WP24              | 20 de novembre de 2000 | Socorro              | LINEAR        |
| 189591 - | 2000 WY37              | 20 de novembre de 2000 | Socorro              | LINEAR        |
| 189592 - | 2000 WP39              | 20 de novembre de 2000 | Socorro              | LINEAR        |
| 189593 - | 2000 WL73              | 20 de novembre de 2000 | Socorro              | LINEAR        |
| 189594 - | 2000 WG79              | 20 de novembre de 2000 | Socorro              | LINEAR        |
| 189595 - | 2000 WU86              | 20 de novembre de 2000 | Socorro              | LINEAR        |
| 189596 - | 2000 WR98              | 21 de novembre de 2000 | Socorro              | LINEAR        |
| 189597 - | 2000 WG119             | 20 de novembre de 2000 | Socorro              | LINEAR        |
| 189598 - | 2000 WG120             | 20 de novembre de 2000 | Socorro              | LINEAR        |
| 189599 - | 2000 WD126             | 30 de novembre de 2000 | Socorro              | LINEAR        |
| 189600 - | 2000 WE139             | 21 de novembre de 2000 | Socorro              | LINEAR        |